# Archaeosphaerodiniopsidaceae
Famille
Les Archaeosphaerodiniopsidaceae sont une famille d'algues Dinoflagellées de l’ordre des Peridiniales. 
Son genre type, Archaeosphaerodiniopsis, a été décrit en 1943 par Leopoldo Rampi qui découvrit ce petit dinoflagellé en mer Ligure au large de San Remo.

## Étymologie
Le nom vient du genre type Archaeosphaerodiniopsis; formé de archaeo, primitif, -sphaero-, « sphère ; globe » -din-, préfixe de « dinoflagellé » et -opsis, « semblable à », qui signifie littéralement « sorte de dinoflagellé sphérique primitive ».

## Liste des genres
Selon AlgaeBase (9 janvier 2022)
- Archaeosphaerodiniopsis, Rampi, 1943[3],[4]